# Betong
Betong est une ville située dans le sud de la Thaïlande. C'est la capitale du district de Betong, dans la province de Yala. En 2005, la population avoisine les 25 000 personnes.
Betong est la ville la plus au sud de la Thaïlande, près de la frontière malaisienne, c'est pourquoi elle est une destination touristique prisée des malaisiens.

## Étymologie
Betong est une altération du mot 'Betung' qui signifie bambou en malais.

## Histoire

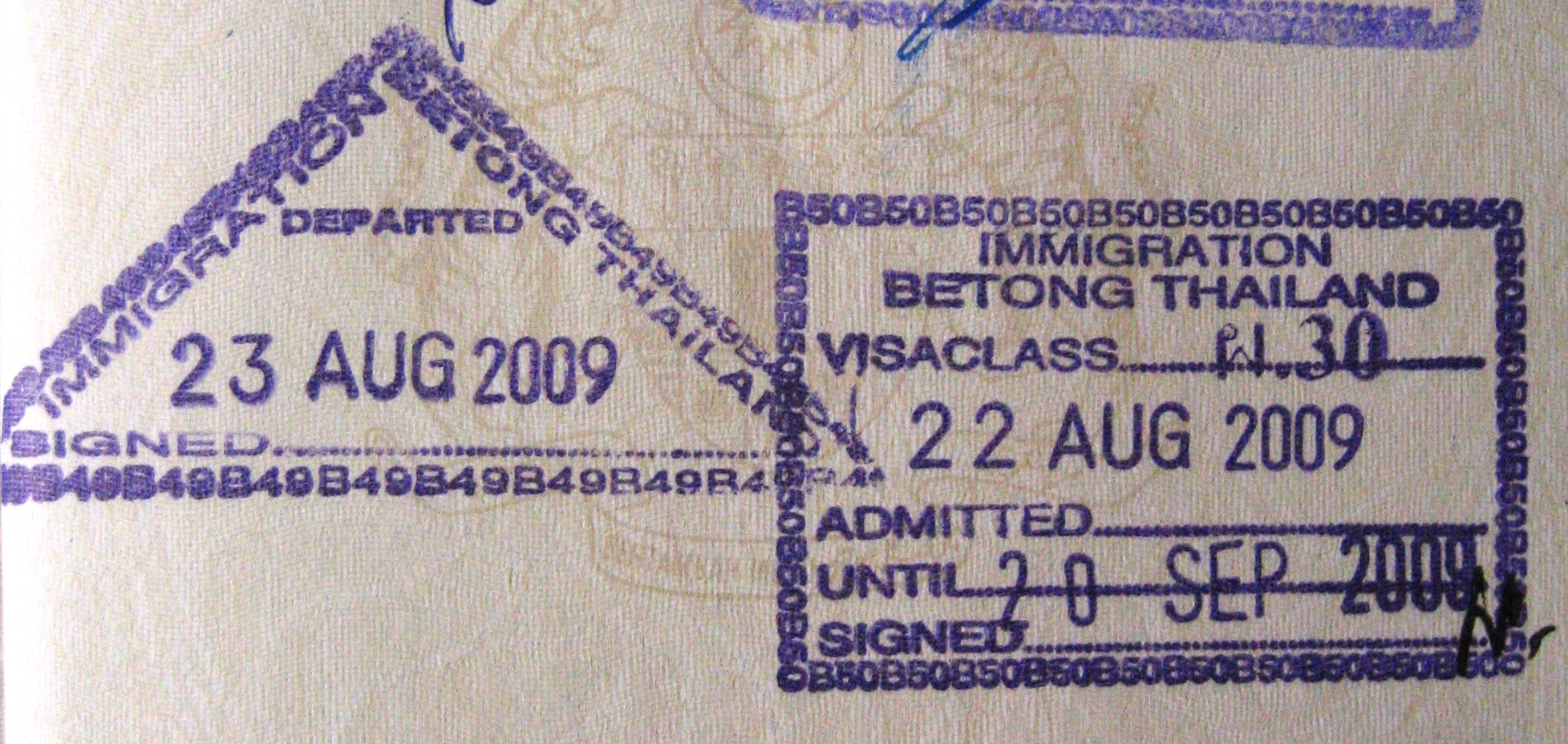
Lettre oblitérée à Betong en 2009.

La ville a été créée comme une unité d'administration locale le 30 septembre 1939 quand le sous-district (thesaban tambon) a été mis en place.
La ville a été classée au niveau supérieur (thesaban mueang) le 20 février 2004.
Un aéroport avec une piste de 1 800 m y est inauguré le 14 mars 2022 .

## Cuisine
Betong est réputée pour sa gastronomie. Au point de devenir un lieu en vogue pour les thaïlandais, chinois et malaisiens.